# 玉櫻ことの
玉櫻 ことの（たまざくら ことの、1998年2月17日 - ）は、奈良県出身の元女子サッカー選手。現役時代のポジションはフォワード。セレッソ大阪堺レディース（現セレッソ大阪ヤンマーレディース）1期生。

## 経歴

### ユース
姉の影響で小学2年生からサッカーを始める。
2010年4月からJリーグクラブセレッソ大阪が若年代の女子サッカー選手の振興を図るべくセレッソ大阪レディースU-15を立ち上げると聞き、セレクションを受け合格、1期生となった。
2011年、第16回JFA 全日本U-15女子サッカー選手権大会関西予選の決勝戦で先制点を決めてチームの優勝、全国大会出場に貢献した。
2014年、チャレンジリーグ第10節から第13節まで4試合連続ゴール。
2016年、なでしこリーグカップ2部Bグループ第2節でハットトリックを達成。同年11月、右膝前十字靱帯を損傷。この怪我の影響で翌2017シーズンは出場が無かった。

### シニア
2018年、ヤンマーホールディングス株式会社にインターン生として迎えられたのち、2020年から入社した。
2018年3月、U-20日本女子代表メンバーに選出。同年8月の2018 FIFA U-20女子ワールドカップを目指していた４月に左膝前十字靱帯を損傷した。
2025年4月2日に同年3月31日をもって現役を引退したことが発表された。

## 人物
セレッソ大阪レディースU-15立ち上げ時の選手の一人であり、他クラブからの補強が少ない育成型クラブのため、現在のセレッソ大阪ヤンマーレディースの最古参選手の一人であり最年長学年である（2024年5月現在）。2021年、松原志歩のサンフレッチェ広島レジーナへの完全移籍と、2023-24シーズンで古澤留衣が現役引退し、1期生は玉櫻1人になった。

## 個人成績

### クラブ
| 国内大会個人成績 | 国内大会個人成績               | 国内大会個人成績 | 国内大会個人成績 | 国内大会個人成績 | 国内大会個人成績 | 国内大会個人成績 | 国内大会個人成績 | 国内大会個人成績 | 国内大会個人成績 | 国内大会個人成績 | 国内大会個人成績 |
| 年度             | クラブ                         | 背番号           | リーグ           | リーグ戦         | リーグ戦         | リーグ杯         | リーグ杯         | オープン杯       | オープン杯       | 期間通算         | 期間通算         |
| 年度             | クラブ                         | 背番号           | リーグ           | 出場             | 得点             | 出場             | 得点             | 出場             | 得点             | 出場             | 得点             |
| 日本             | 日本                           | 日本             | 日本             | リーグ戦         | リーグ戦         | リーグ杯         | リーグ杯         | 皇后杯           | 皇后杯           | 期間通算         | 期間通算         |
| ---------------- | ------------------------------ | ---------------- | ---------------- | ---------------- | ---------------- | ---------------- | ---------------- | ---------------- | ---------------- | ---------------- | ---------------- |
| 2013             | セレッソ大阪堺レディース       | 11               | チャレンジ       | 11               | 1                | -                | -                | 1                | 0                | 12               | 1                |
| 2014             | セレッソ大阪堺レディース       | 20               | チャレンジ       | 21               | 8                | -                | -                | -                | -                | 21               | 8                |
| 2015             | セレッソ大阪堺レディース       | 20               | チャレンジWEST   | 16               | 4                | -                | -                | -                | -                | 16               | 4                |
| 2016             | セレッソ大阪堺レディース       | 20               | なでしこ2部      | 16               | 4                | 9                | 5                | 2                | 2                | 27               | 11               |
| 2017             | セレッソ大阪堺レディース       | 20               | なでしこ2部      | 0                | 0                | 0                | 0                | 0                | 0                | 0                | 0                |
| 2018             | セレッソ大阪堺レディース       | 20               | なでしこ1部      | 2                | 0                | 1                | 0                | 0                | 0                | 3                | 0                |
| 2019             | セレッソ大阪堺レディース       | 20               | なでしこ2部      | 1                | 0                | 0                | 0                | 0                | 0                | 1                | 0                |
| 2020             | セレッソ大阪堺レディース       | 20               | なでしこ1部      | 2                | 0                | -                | -                | 1                | 0                | 3                | 0                |
| 2021             | セレッソ大阪堺レディース       | 20               | なでしこ1部      | 2                | 0                | -                | -                | 0                | 0                | 2                | 0                |
| 2022             | セレッソ大阪堺レディース       | 20               | なでしこ1部      | 0                | 0                | -                | -                | 2                | 0                | 2                | 0                |
| 2023-24          | セレッソ大阪ヤンマーレディース | 20               | WE               | 7                | 0                | 1                | 0                | 0                | 0                | 8                | 0                |
| 2024-25          | セレッソ大阪ヤンマーレディース | 20               | WE               | 0                | 0                | 3                | 0                | 0                | 0                | 3                | 0                |
| 通算             | 日本                           | 日本             | 1部              | 11               | 0                | 5                | 0                | 1                | 0                | 17               | 0                |
| 通算             | 日本                           | 日本             | 2部              | 51               | 13               | 9                | 5                | 5                | 2                | 65               | 20               |
| 通算             | 日本                           | 日本             | 3部              | 16               | 4                | -                | -                | 0                | 0                | 16               | 4                |
| 総通算           | 総通算                         | 総通算           | 総通算           | 78               | 17               | 14               | 5                | 6                | 2                | 98               | 24               |

- 日本女子サッカーリーグ
  - 初出場 - 2013年5月5日 チャレンジリーグ 第5節 バニーズ京都SC戦 (南津守さくら公園スポーツ広場（天然芝）)[12]
  - 初得点 - 2013年9月8日 チャレンジリーグ 第20節 ジュ ブリーレ鹿児島戦 (霧島市国分陸上競技場)[12]

- WEリーグ
  - 初出場 - 2023年11月23日 第3節 AC長野パルセイロ・レディース戦 (ヨドコウ桜スタジアム)[13]

## タイトル

### クラブ
- セレッソ大阪堺ガールズ
  - JFA 全日本U-18女子サッカー選手権大会:1回 (2015年)
  - 高円宮妃杯 JFA 全日本U-15女子サッカー選手権大会：1回（2015）

- セレッソ大阪堺レディース
  - プレナスチャレンジリーグWEST: 1回 (2015年、無敗優勝)
  - なでしこリーグカップ2部: 2回 (2017年、2019年)